# Panzerschlacht von Susangerd
Irakische Invasion (1980)

Entegham – Kaman 99 – Chorramschahr – Sultan 10 – Scorch Sword – Abadan – Kafka – Ashkan – Morwarid – Dezful
Pattsituation (1981)

Tavakol – Susangerd – H-3
Iranische Offensiven zur Befreiung iranischen Territoriums (1981–82)

Samen-ol-A'emeh – Tariq al-Qods – Fath ol-Mobin – Beit ol-Moqaddas – Rückeroberung Chorramschahrs
Iranische Offensiven im Irak (1982–84)

Ramadan/1. Basra – Moslem Ibn Aqil – Muharram ol-Harram – Morgenröte 1 – Morgenröte 2 – Morgenröte 3 – Morgenröte 4 – Morgenröte 5/2. Basra – Kheibar/3. Basra – Kurdenaufstand – Morgenröte 6 – Morgenröte 7 – Hawizeh-Marschland
Iranische Offensiven im Irak (1985–87)

Badr/4. Basra – Morgenröte 8 – 1. al-Faw – Morgenröte 9 – Karbala 1 – Karbala 2 – Karbala 3 – Fath 1 – Karbala 4/5. Basra – Karbala 5/6. Basra – Karbala 6 – Karbala 7 – Karbala 8/7. Basra – Karbala 9 – Karbala10 – Nasr 4
Letztes Kriegsjahr (1988)

Beit ol-Moqaddas 2 – Anfal – Halabdscha – Zafar 7 – Tawakalna ala Allah – 2. al-Faw – Shining Sun – 40 Sterne – Mersad
Tankerkrieg

Earnest Will – Prime Chance – Eager Glacier – Nimble Archer – Praying Mantis
Internationale Vorfälle

Stark – Iran-Air-Flug 655
Die Panzerschlacht von Susangerd vom 5. bis zum 11. Januar 1981 war die größte Panzerschlacht im Ersten Golfkrieg und die größte Panzerschlacht nach dem Jom-Kippur-Krieg von 1973.

## Verlauf
Ab dem 5. Januar 1981 rückten gepanzerte iranische Verbände von Süden auf Susangerd zu, um den ersten großen Gegenschlag gegen irakische Truppen durchzuführen. Pionierverbände errichteten Brücken über den Fluss Karche, um mit bis zu 400 Panzern überzusetzen. Die irakischen Truppenverbände ließen die iranischen Einheiten zwei Kilometer weit vorrücken. Daraufhin vernichteten sie die sich hinter den Panzern befindlichen Brücken. Dies gelang ihnen mit Hilfe der Luftwaffe. Hierdurch hatten sie ihren Feinden alle Fluchtmöglichkeiten genommen. Bei den folgenden Kämpfen wurden zwischen 100 und 140 iranische Chieftain-Panzer zerstört und über 100 iranische Panzer von irakischen Verbänden erbeutet. Die Iraker sollen bei diesen Kämpfen nur 50 T-62-Panzer verloren haben.

## Folgen
Nach dieser verheerenden iranischen Niederlage entwickelte sich der Erste Golfkrieg zu einem Stellungskrieg. Dem Präsidenten der Islamischen Republik Iran, Abolhassan Banisadr, der gleichzeitig Oberbefehlshaber der Truppen war, wurde diese militärische Niederlage zum Verhängnis. Sie war schließlich einer der Gründe, die zu seiner Entlassung führten.